# Primera División 1912 (Uruguay)
Het seizoen 1912 van de Primera División was het twaalfde seizoen van de hoogste Uruguayaanse voetbalcompetitie, georganiseerd door de Liga Uruguaya de Football. De Primera División was een amateurcompetitie, pas vanaf 1932 werd het een professionele competitie.

## Teams
Er namen acht ploegen deel aan de Primera División tijdens het seizoen 1912. Zeven ploegen wisten zich vorig seizoen te handhaven en Universal FC promoveerde vanuit de Segunda División. Zij kwamen in de plaats van het gedegradeerde Libertad FC.
| Club                                 | Stad       | Stadion                | Vorig seizoen |
| ------------------------------------ | ---------- | ---------------------- | ------------- |
| Bristol FC                           | Montevideo | Onbekend               | 6e            |
| Central FC                           | Montevideo | Cancha Punta Carretas  | 7e            |
| Central Uruguay Railway Cricket Club | Montevideo | Field de Villa Peñarol | 1e            |
| Dublin FC                            | Montevideo | Onbekend               | 4e            |
| Montevideo Wanderers FC              | Montevideo | Estadio Belvedere      | 2e            |
| Club Nacional de Football            | Montevideo | Gran Parque Central    | 5e            |
| River Plate FC                       | Montevideo | Parque Lugano          | 3e            |
| Universal FC                         | Montevideo | Parque Salvo           | 1e (2ª)       |

## Competitie-opzet
Alle deelnemende clubs speelden tweemaal tegen elkaar (thuis en uit). De ploeg met de meeste punten werd kampioen.
Club Nacional de Football werd met een ruime voorsprong kampioen van Uruguay, hun eerste titel sinds 1903. Ze wonnen twaalf van de veertien wedstrijden, waaronder beide ontmoetingen met rivaal C.U.R.C.C.. Titelverdediger C.U.R.C.C. eindigde op de tweede plaats, zes punten achter Nacional. Montevideo Wanderers FC werd derde.
Dublin FC had na tien wedstrijden slechts één punt behaald en trok zich hierna terug uit de competitie. Voor de resterende wedstrijden werden de punten toegekend aan de tegenstander. Hierdoor eindigde de ploeg op de laatste plaats en degradeerden ze.

### Kwalificatie voor internationale toernooien
Sinds 1900 werd de Copa de Competencia Chevallier Boutell (ook wel bekend als de Tie Cup) gespeeld tussen Uruguayaanse en Argentijnse clubs. De winnaar van de Copa Competencia kwalificeerde zich als Uruguayaanse deelnemer voor dit toernooi. Sinds 1905 werd om een tweede Rioplatensische beker gespeeld, de Copa de Honor Cousenier. De winnaar van de Copa de Honor plaatste zich namens Uruguay voor dit toernooi. De Copa Competencia en Copa de Honor waren allebei een officiële Copa de la Liga, maar maakten geen deel uit van de Primera División.

### Eindstand
|     | Club                      | Sp. | W  | G | V  | Pnt. | DV | DT | DS  |
| --- | ------------------------- | --- | -- | - | -- | ---- | -- | -- | --- |
| 01. | Club Nacional de Football | 14  | 12 | 1 | 1  | 25   | 28 | 5  | +23 |
| 2.  | C.U.R.C.C.                | 14  | 8  | 3 | 3  | 19   | 21 | 13 | +8  |
| 3.  | Montevideo Wanderers FC   | 14  | 7  | 4 | 3  | 18   | 21 | 14 | +7  |
| 4.  | River Plate FC            | 14  | 7  | 3 | 4  | 17   | 16 | 9  | +7  |
| 5.  | Bristol FC                | 14  | 3  | 7 | 4  | 13   | 12 | 14 | –2  |
| 6.  | Central FC                | 14  | 4  | 4 | 6  | 12   | 9  | 19 | –10 |
| 7.  | Universal FC              | 14  | 2  | 3 | 9  | 7    | 11 | 29 | –18 |
| 8.  | Dublin FC                 | 14  | 0  | 1 | 13 | 1    | 5  | 20 | –15 |

### Legenda
| Kleur | Kwalificatie voor                                    |
| ----- | ---------------------------------------------------- |
|       | Tie Cup 1912 (winnaar Copa Competencia)              |
|       | Copa de Honor Cousenier 1912 (winnaar Copa de Honor) |
|       | Segunda División 1913                                |

| Winnaar Primera División 1912      |
| ---------------------------------- |
| Club Nacional de Football 3e titel |

#### Topscorer
Pablo Dacal van landskampioen Nacional werd topscorer met tien doelpunten.
| №  | Speler      | Club(s)                   | Goals |
| -- | ----------- | ------------------------- | ----- |
| 1. | Pablo Dacal | Club Nacional de Football | 10    |

1900 · 1901 · 1902 · 1903 · 1904 · 1905 · 1906 · 1907 · 1908 · 1909 · 1910 · 1911 · 1912 · 1913 · 1914 · 1915 · 1916 · 1917 · 1918 · 1919 · 1920 · 1921 · 1922 · 1923 · 1924 · 1925 · 1926 · 1927 · 1928 · 1929 · 1930 · 1931 · 1932 · 1933 · 1934 · 1935 · 1936 · 1937 · 1938 · 1939 · 1940 · 1941 · 1942 · 1943 · 1944 · 1945 · 1946 · 1947 · 1948 · 1949 · 1950 · 1951 · 1952 · 1953 · 1954 · 1955 · 1956 · 1957 · 1958 · 1959 · 1960 · 1961 · 1962 · 1963 · 1964 · 1965 · 1966 · 1967 · 1968 · 1969 · 1970 · 1971 · 1972 · 1973 · 1974 · 1975 · 1976 · 1977 · 1978 · 1979 · 1980 · 1981 · 1982 · 1983 · 1984 · 1985 · 1986 · 1987 · 1988 · 1989 · 1990 · 1991 · 1992 · 1993 · 1994 · 1995 · 1996 · 1997 · 1998 · 1999 · 2000 · 2001 · 2002 · 2003 ·  2004 · 2005 · 2005/06 · 2006/07 · 2007/08 · 2008/09 · 2009/10 · 2010/11 ·  2011/12 · 2012/13 · 2013/14 · 2014/15 · 2015/16 · 2016 · 2017 · 2018 · 2019 · 2020 · 2021 · 2022 · 2023